# Nicolò Pacassi

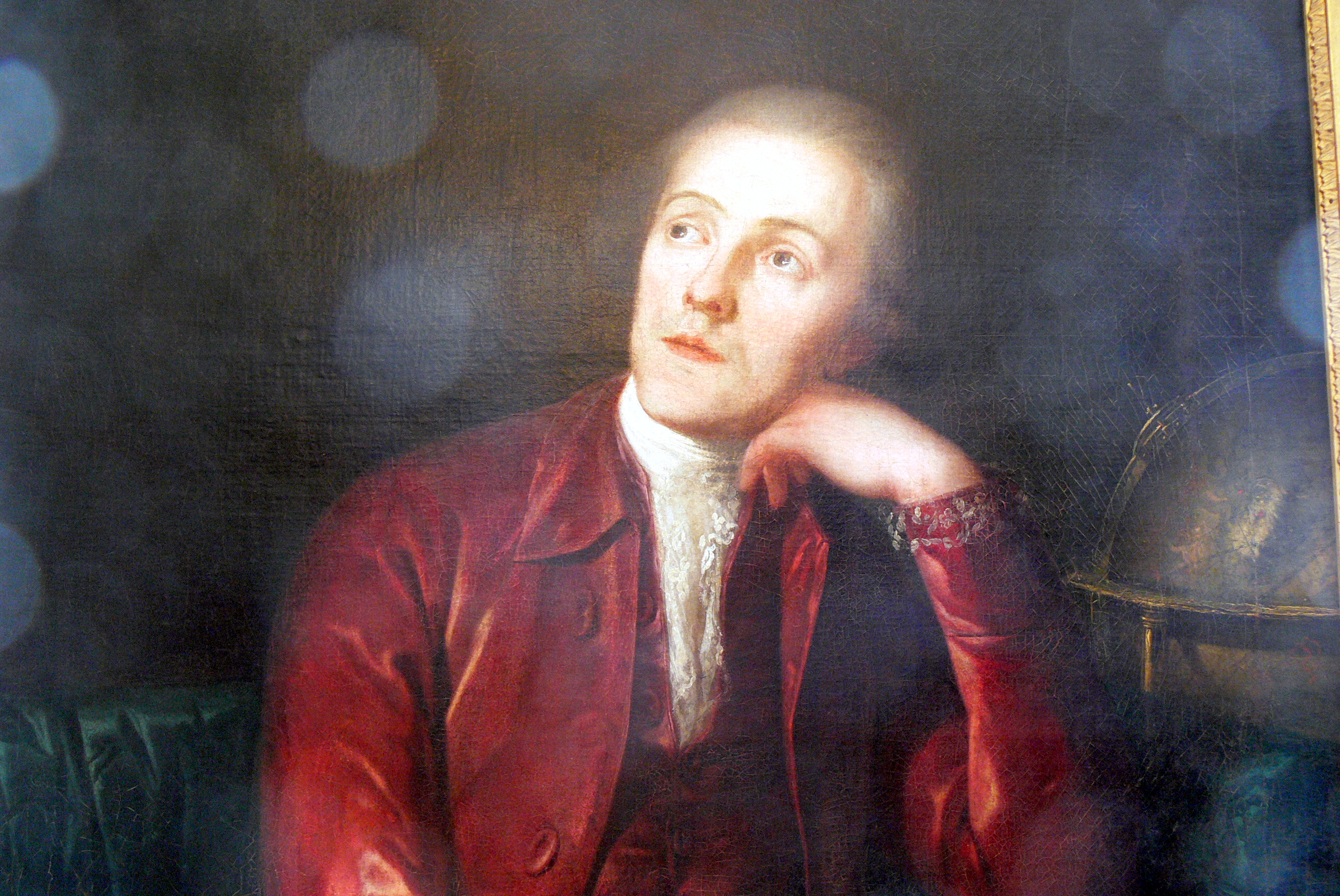
Ritratto di Nicolò Pacassi a palazzo Rosenberg, Praga.

Nikolaus Franz Leonhard von Pacassi (Wiener Neustadt, 5 marzo 1716 – Vienna, 11 novembre 1790) è stato un architetto austriaco, attivo soprattutto negli stati asburgici.

## Biografia
Conosciuto anche come Nikolaus Pacassi fu un architetto austriaco di ascendenza italiana (goriziana): il padre Giovanni, scultore e lapicida di origine greca, si era trasferito da poco da Gorizia a Vienna per eseguire alcuni lavori per il sepolcro della famiglia imperiale nella chiesa dei Cappuccini di Vienna; a Wiener Neustadt Giovanni aveva sposato la figlia di uno scalpellino locale di cui non sono note le generalità. Successivamente non si sa più nulla di ulteriori lavori di Giovanni.
Nel 1753 fu nominato architetto di corte dall'imperatrice Maria Teresa.

## Opere

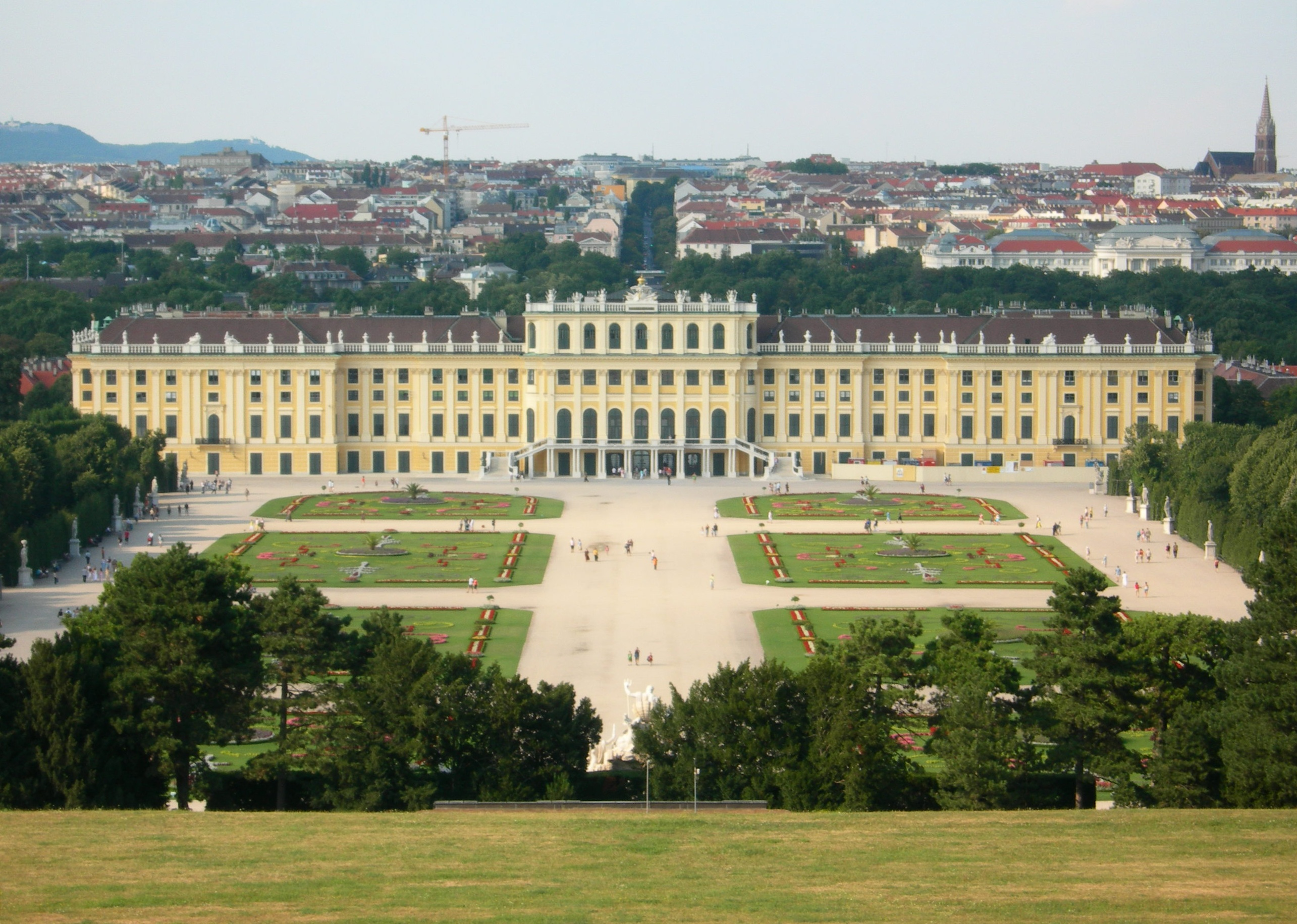
Il Castello di Schönbrunn a Vienna.

- 1743 Estensione del Castello di Hetzendorf, Vienna
- 1743–49 Estensione del Castello di Schönbrunn
- 1749-58 Ricostruzione del Castello di Buda
- 1752 Ristrutturazione del Palazzo d'Inverno del Principe Eugenio
- 1753-54 Estensione della Sala Spagnola del Castello di Praga
- 1753-75 Palazzo Reale di Praga
- 1761-63 Ricostruzione del Theater am Kärntnertor, Vienna
- 1770 Ricostruzione della torre della cattedrale di San Vito, Praga
- 1766 Estensione della Ballhausplatz, Vienna
- Palazzo Attems Petzenstein, Gorizia
- facciata barocca del Castello De Bosizio[2] a Voghersca